# Ahmed Al-Zain
Ahmed Al-Zain (en árabe: أحمد يوسف الزين‎; Yeda, 2 de julio de 1991) es un futbolista saudí que juega en la demarcación de extremo para el Damac FC de la Liga Profesional Saudí.

## Selección nacional
Hizo su debut con la selección de fútbol de Arabia Saudita el 21 de marzo de 2019 en un encuentro amistoso contra Emiratos Árabes Unidos que finalizó con un resultado de 2-1 a favor del combinado emiratí tras el gol de Abdulfattah Adam para Arabia Saudita, y de Bandar Al-Ahbabi y Ali Mabkhout para Emiratos Árabes Unidos.

## Clubes
| Club                   | País           | Año       | Partidos | Goles |
| ---------------------- | -------------- | --------- | -------- | ----- |
| Abha Club              | Arabia Saudita | 2013-2015 |          |       |
| Al Taawoun FC          | Arabia Saudita | 2015-2017 | 56       | 6     |
| Al-Ahli Saudi FC       | Arabia Saudita | 2017-2018 | 2        | 0     |
| Al-Fayha FC (cedido)   | Arabia Saudita | 2018      | 4        | 0     |
| Al Qadsiah FC (cedido) | Arabia Saudita | 2018-2019 | 14       | 4     |
| Al Raed FC             | Arabia Saudita | 2019-2022 | 79       | 9     |
| Damac FC               | Arabia Saudita | 2022-2023 | 13       | 0     |
| Al-Khaleej FC (cedido) | Arabia Saudita | 2023      | 11       | 0     |
| Damac FC               | Arabia Saudita | 2023-     | 6        | 1     |